# Bezděkov (ort i Tjeckien, Pardubice)
Bezděkov är en ort i Tjeckien.   Den ligger i regionen Pardubice, i den centrala delen av landet, 90 km öster om huvudstaden Prag. Bezděkov ligger 237 meter över havet och antalet invånare är 247.
Terrängen runt Bezděkov är platt.Runt Bezděkov är det ganska tätbefolkat, med 155 invånare per kvadratkilometer. Närmaste större samhälle är Pardubice, 10,1 km öster om Bezděkov. Omgivningarna runt Bezděkov är en mosaik av jordbruksmark och naturlig växtlighet.